# مردیت ویلسون
مردیت ویلسون (انگلیسی: Meredith Willson؛ ‏ ۱۸ مهٔ ۱۹۰۲ – ۱۵ ژوئن ۱۹۸۴) رهبر ارکستر، موسیقی‌دان، آهنگساز، نوازنده پیانو، تنظیم‌کننده و ترانه‌سرای اهل ایالات متحده آمریکا بود.
از فیلم‌هایی که وی در آن‌ها نقش داشته‌است، می‌توان به دیکتاتور بزرگ، روباه‌های کوچک، مالی براونی که غرق‌شدنی نیست، مرد موسیقی (فیلم ۱۹۶۲) و مرد موسیقی (موزیکال) اشاره نمود.
وی همچنین برندهٔ جوایزی همچون نشان افتخار آزادی رئیس‌جمهوری شده‌است.